# Loprazolam
Loprazolamul este un medicament din clasa imidazo-1,4-benzodiazepinelor, fiind utilizat în tratamentul insomniei. Calea de administrare disponibilă este cea orală.
Prezintă efecte anxiolitice, hipnotice și sedative, anticonvulsivante și miorelaxante.
Molecula a fost patentată în 1975 și a fost aprobată pentru uz medical în 1983.

## Utilizări medicale
Loprazolamul este indicat în tratamentul de scurtă durată al tulburărilor de somn de etiologie variată, care sunt severe sau invalidante. Are o durată de acțiune scurtă, de aceea este utilizat la pacienții care nu pot adormi sau care se trezesc în mod repetat în timpul nopții.

## Farmacologie
Ca toate benzodiazepinele, loprazolamul acționează ca modulator alosteric pozitiv al receptorului de tip A pentru acidul gama-aminobutiric (R GABAA), reducând excitabilitatea neuronilor.